# Sick Boy (singolo The Chainsmokers)
Sick Boy è un singolo del duo di produttori discografici e DJ statunitensi The Chainsmokers, pubblicato il 17 gennaio 2018 come primo estratto dall'album omonimo.

## Descrizione
Il brano è stato scritto dai The Chainsmokers, Tony Ann e Emily Warren, con la produzione dei The Chainsmokers e Shaun Frank.

## Tracce
1. Sick Boy – 3:13

## Classifiche
| Classifica (2018) | Posizione massima |
| ----------------- | ----------------- |
| Lussemburgo       | 7                 |